# 물리학의 철학
철학에서 물리학의 철학은 현대 물리학의 이론 개념 및 해석상의 문제를 다룬다.
- 양자 역학의 해석 : 주로 측정 문제에 대한 적절한 반응을 공식화하고 이론이 현실에 대해 말하는 것을 이해하는 방법에 관한 문제.
- 공간과 시간의 본질 : 공간과 시간이 물질인가, 아니면 순전히 관계인가? 동시성은 관습적입니까 아니면 상대적인가? 시간적 비대칭은 순전히 열역학적 비대칭으로 환원될 수 있는가?
- 이론 간 관계 : 열역학 및 통계 역학과 같은 다양한 물리 이론 간의 관계. 이것은 과학의 환원 문제와 영역이 걸쳐져 있다.

## 공간과 시간의 철학
공간과 시간 (또는 시공간)의 존재와 본질은 물리학 철학의 핵심 주제다.

### 시간
시간은 종종 근본적인 양 (즉, 다른 양으로 정의 할 수 없는 양)으로 간주된다. 시간은 근본적으로 기본적인 개념처럼 보이므로 더 단순한 것으로 정의 할 수 없기 때문이다. 루프 양자중력과 같은 특정 이론은 시공간이 창발한다고 주장한다. 시간은 표준 시간 간격으로 측정을 통해 정의된다. 현재 표준 시간 간격 ( "초 ")은 133 세슘 원자에서 초 미세 전이의 9,192,631,770 진동으로 정의된다. ( ISO 31-1 ). 그런 다음 시간은 속도, 운동량, 에너지 및 장과 같은 개념을 정의하기 위해 공간 및 질량의 기본 양과 수학적으로 결합 될 수 있다.
아이작 뉴턴과 갈릴레오 갈릴레이, 그리고 20 세기까지 대부분의 사람들은 시간이 모든 사람에게 동일하다고 생각했다. 현대의 시간 개념은 아인슈타인의 상대성이론과 민코프스키의 시공간에 기반을 두고 있는데, 시간의 속도는 서로 다른 관성 기준 프레임에서 다르게 실행되고 공간과 시간이 시공간으로 병합된다. 아인슈타인의 특수 상대성 이론은 대부분 (보편적이지는 않지만) 현재에 형이상학 적으로 특별한 것이 있는 시간 이론은 시간의 기준 프레임 의존성이 특권적인 현재 순간의 개념을 허용하지 않는 것처럼 보인다.

### 공간
공간은 물리학에서 몇 안되는 기본 양 중 하나이다. 즉, 현재 알려진 기본이 더 없기 때문에 다른 수량을 통해 정의 할 수 없다. 현재 표준 공간 간격 (표준 미터 또는 간단히 미터)은 1/299792458 초 (정확한)의 시간 간격 동안 진공 상태에서 빛이 이동 한 거리로 정의된다.

## 양자 역학의 철학
양자 역학은 특히 양자 역학의 정확한 해석과 관련된 현대 물리학 철학의 큰 초점이다. 매우 광범위하게 양자 이론에서 수행되는 철학적 작업의 대부분은 중첩 상태를 이해하려고 한다.

## 같이 보기
- 인류 원리
- 시간의 화살
- 인과율
- 물리적 영역의 인과적 폐쇄성
- 결정론
- 디지털 물리학
- 장 (물리학)
- 기본 상호작용
- 전체론
- 도구주의
- 열역학 법칙
- 양상 실재론
- 일원론
- 다원론
- 자연주의 (철학)
- 현상학
- 과학철학
- 물리주의
- 물리학
- 양자역학
- 환원주의
- 상대성이론
- 공간
- 수반